# 악한 농부들의 비유
악한 농부들의 비유(Parable of the Wicked Husbandmen)는 마태복음(마태복음 21:33~46), 마가복음(마가복음 12:1~12), 누가복음(누가복음 20:9~19)에 나오는 예수님의 비유이다. 이는 신약 외경 도마복음에서도 발견된다. 이것은 집주인이 포도원을 가꾸고 직무를 수행하지 못한 농부(일부 번역에서는 소작인)에게 그것을 나누어 주는 것을 묘사한다.
일반적인 기독교 해석은 이 비유가 대제사장과 바리새인에 관한 것이며, 예수께서 죽으시기 전 마지막 주 동안 예루살렘 성전 안에 있던 사람들에게 주어졌다는 것이다.

## 마태복음 속 비유
33   다른 한 비유를 들으라 한 집 주인이 포도원을 만들어 산울타리로 두르고 거기에 즙 짜는 틀을 만들고 망대를 짓고 농부들에게 세로 주고 타국에 갔더니
34   열매 거둘 때가 가까우매 그 열매를 받으려고 자기 종들을 농부들에게 보내니
35   농부들이 종들을 잡아 하나는 심히 때리고 하나는 죽이고 하나는 돌로 쳤거늘
36   다시 다른 종들을 처음보다 많이 보내니 그들에게도 그렇게 하였는지라
37   후에 자기 아들을 보내며 이르되 그들이 내 아들은 존대하리라 하였더니
38   농부들이 그 아들을 보고 서로 말하되 이는 상속자니 자 죽이고 그의 유산을 차지하자 하고
39   이에 잡아 포도원 밖에 내쫓아 죽였느니라
40   그러면 포도원 주인이 올 때에 그 농부들을 어떻게 하겠느냐
41   그들이 말하되 그 악한 자들을 진멸하고 포도원은 제 때에 열매를 바칠 만한 다른 농부들에게 세로 줄지니이다
42   예수께서 이르시되 너희가 성경에 ㅁ)건축자들이 버린 돌이 모퉁이의 머릿돌이 되었나니 이것은 주로 말미암아 된 것이요 우리 눈에 기이하도다 함을 읽어 본 일이 없느냐
43   그러므로 내가 너희에게 이르노니 하나님의 나라를 너희는 빼앗기고 그 나라의 열매 맺는 백성이 받으리라
44   이 돌 위에 떨어지는 자는 깨지겠고 이 돌이 사람 위에 떨어지면 그를 가루로 만들어 흩으리라 하시니
45   대제사장들과 바리새인들이 예수의 비유를 듣고 자기들을 가리켜 말씀하심인 줄 알고
46   잡고자 하나 무리를 무서워하니 이는 그들이 예수를 선지자로 앎이었더라

## 같이 보기
- 신약 속 예수의 삶
- 예수의 공생애